# Winterherz – Tod in einer kalten Nacht
Winterherz – Tod in einer kalten Nacht ist ein deutscher Fernsehfilm von Johannes Fabrick aus dem Jahr 2018, der im Auftrag des ZDF produziert wurde. Neben Anton Spieker, Laura de Boer und Franz Pätzold in den Hauptrollen sind Ulrike Kriener und Bernhard Schütz in tragenden Rollen besetzt. Der tragische Tod des 17-jährigen Finn verändert das Leben einer Familie von einer zur anderen Minute drastisch.
Der Film wurde am 3. November 2018 auf den Biberacher Filmfestspielen uraufgeführt, die Fernseh-Erstausstrahlung erfolgte am 2. Dezember 2019 im ZDF.

## Handlung
Mike Gattner, ein Polizist, besucht mit seinem 17-jährigen Bruder Finn eine Diskothek, in der ein Junggesellenabschied gefeiert wird, bei dem jede Menge Alkohol fließt. Er verlässt die Feier vorzeitig zusammen mit seinem Jugendschwarm Valerie, gibt Finn aber zuvor Geld, damit er sich ein Taxi nehmen und nach Hause fahren kann. Über die Bitte seines minderjährigen Bruders, noch etwas dazubleiben, geht er lächelnd hinweg. 
Völlig betrunken geht Finn mitten in der Nacht durch das kalte Schneegestöber und wird von einem weißen Fahrzeug angefahren. Am Steuer sitzt Maxim Vollert, der gerade zum Richter auf Probe  berufen worden ist und das gemeinsam mit seiner Frau Sylvie bei seinen Eltern gefeiert hat. Zum Essen wurde auch Alkohol getrunken. Während Sylvie sich Sorgen macht und Finn ins Krankenhaus bringen will, beschließt Maxim, der um seine Karriere besorgt ist, Finn an einer auf seinem Nachhauseweg liegenden Bushaltestelle abzusetzen, wo er dann den nächsten Bus nehmen könne. Rein äußerlich weist Finn keine Verletzungen auf. Am nächsten Morgen wird der junge Mann an der Haltestelle aufgefunden, er scheint erfroren zu sein. Finns Mutter bricht zusammen, als sie vom Tod ihres Sohnes erfährt.
Finns Bruder Mike macht sich schlimme Vorwürfe, dass er ihn allein zurückgelassen hat. Auch die Tatsache, dass Finn vor seinem Tod noch einmal versucht hat, ihn übers Handy zu erreichen, setzt Mike stark zu. Hinzu kommt die Fassungslosigkeit und Verzweiflung seiner Eltern, die er nur schwer zu ertragen vermag, ebenso wie die Worte seiner Mutter, dass er versprochen habe, auf Finn aufzupassen. Von dem obduzierenden Arzt erfährt die Familie, dass Finn an den Folgen einer inneren Blutung gestorben sei, er sei also nicht erfroren. Mike stellt sich die Frage, wie Finn wohl an die Bushaltestelle gelangt ist, sie liegt genau in entgegengesetzter Richtung, in die er hätte unterwegs sein müssen.  
Nach der Beerdigung trifft Mike am Grab seines Bruders Sylvie Vollert, die von Schuldgefühlen gequält wird. Ihr Benehmen kommt ihm seltsam vor. Sie fährt ein weißes Auto, ein solches hatte die Zeugin Baumgart in der Nacht auf der Straße gesehen, auf der Finn unterwegs war. Es gelingt Mike, mit Sylvie ins Gespräch zu kommen. Instinktiv spürt er, dass sie mehr über seinen Bruder weiß, als sie zugeben will. In ihrer gegenseitigen Not schlafen sie miteinander. Und es bleibt nicht bei diesem einen Mal. 
Dann spielt der Zufall Mike in die Hände: In Sylvies Wohnung sieht er ein Foto, auf dem sie die Kette um den Hals trägt, die er an der Bushaltestelle gefunden hatte, an der Finn abgesetzt worden war.
Maxim Vollert setzt seiner Frau arg  zu, als er von den Gattners angezeigt wird, ist jedoch fest entschlossen, jede Schuld zu leugnen, da ihm nichts bewiesen werden kann. Im Gegenteil droht er damit, Anzeige gegen die Gattners wegen übler Nachrede zu erstatten und eine Unterlassungsklage anzustrengen. Auch Mikes Worte, ob er seiner Familie nicht schon genug angetan habe, prallen an ihm ab. Sylvie gibt zwar Mike gegenüber zu, dass ihr Mann Finn angefahren habe, ist aber nicht bereit, gegen ihn auszusagen.
Nachdem seine Mutter während ihres Konzerts zusammengebrochen ist, schnappt Mike sich Maxim Vollert, schlägt ihn und bringt ihn in ein abseits gelegenes Häuschen, wo er ihn ankettet. Dann offenbart er gegenüber seinen Eltern Finns letzten Anruf und die Schuld, die er auf sich geladen habe, weil er nicht ans Handy gegangen sei, obwohl er sich habe denken können, dass es Finn sei. Es gebe nichts, was man tun könne, denn egal, was es auch sei, Finn würde dadurch nicht wieder lebendig werden. Zusammen mit Sylvie fährt er dann zu Maxim und befreit ihn. Als dieser ihm droht, dass er ihn wegen Mordversuchs anzeigen werde, erklärt Sylvie ihrem Mann mit fester Stimme, dass er das nicht tun werde, sie werde dann nämlich bezeugen, dass sie die ganze Zeit mit Mike zusammen gewesen sei. Wortlos gehen Mike und Sylvie auseinander. Das Auto mit den Vollerts fährt davon, während Mike zum Wartehäuschen des Busses fährt, sich dort auf die Bank setzt und seinen Blick ins Weite schweifen lässt.

## Produktionsnotizen, Hintergrund
Winterherz – Tod in einer kalten Nacht wurde vom 30. Januar bis zum 5. März 2018 in München und Umgebung gedreht. Für den Film zeichnete die Hager Moss Film GmbH verantwortlich. Die Produktionsleitung hatte Ulrike Hauff inne, die Herstellungsleitung Sabine Wenath-Merki. Die Redaktion im ZDF lag bei Pit Rampelt.
Anton Spieker, der im Film als Mike zu sehen ist, äußerte über seine Rolle: „Mike ist eine krasse Figur, weil er sich zwischen Trauer und Schuld bewegt und neben dem eigenen Schmerz die ganze Zeit am Taktieren ist, was er wem erzählt und mit welchen Methoden er an welche Informationen kommen kann. Dann kommen auch noch fast absurde Gefühle für die Frau dazu, die er für mitverantwortlich für den Tod seines Bruders hält; da ist Kontrollverlust vorprogrammiert. Eine überforderte Figur wie Mike zu spielen, ist immer cool, weil alles passieren kann.“

## Rezeption

### Einschaltquote
Der Film wurde bei seiner Erstausstrahlung von 5,25 Mio. Zuschauern eingeschaltet, der Marktanteil lag bei 16,8 Prozent.

### Kritik
Die Kritiker der Fernsehzeitschrift TV Spielfilm zeigten mit dem Daumen nach oben, gaben für Anspruch und Spannung jeweils zwei von drei möglichen Punkten und für Erotik einen und befanden, „die komplexe Geschichte von Trauer, Schuld und Vergebung“ werde von Regisseur Johannes Fabrick zwar „ruhig, aber unerbittlich erzählt“. Die „winterlichen Bilder“ würden dabei „das Innenleben der Figuren“ spiegeln, „deren Seele seit dem Unglück wie mit Raureif überzogen“ scheine. Das Fazit lautete: „Bewegende Reflexion über Schuld und Sühne“.
Im Filmdienst war zu lesen: „Auf eine sensible Bildsprache setzendes (Fernseh-)Drama über Schuld und Verzweiflung angesichts eines vermeidbaren Todesfalls, das seine Intensität immer mehr steigert“ und lobte die „[h]ervorragende[n] Darsteller“, die „die psychologisch präzise gezeichneten Charaktere zum Leben [erwecken würden].“
Julian Miller von Quotenmeter.de meinte, „obwohl das Drehbuch vom erwartbaren Fahrplan keinen Millimeter abweich[e] und die Vorhersehbarkeit der Ereignisse schier penetrante Ausmaße“ annehme, gefalle doch, „wie intensiv sich der Film auf seine Charaktere“ einlasse, „auch wenn er dabei die letzte Konsequenz vermissen“ lasse. Weiter schrieb Miller: „Die durchaus feinsinnige Inszenierung von Regisseur Johannes Fabrick und das sanfte empathische Spiel von Laura de Boer und Anton Spieker nehmen dieser Wendung dabei viel von der Klischeehaftigkeit, die sie bei nüchterner Betrachtung wohl in sich trüge. Dabei offenbart de Boer ohnehin von ihrer ersten Screen-Minute an die Gravitas, ein komplexes emotionales und psychologisches Schulddrama zu spielen, und sie staffiert ihre Figur mit einer erstaunlichen Vielschichtigkeit aus, obwohl das Drehbuch diese Rolle unangenehm (aber vielleicht aus einer dramaturgischen Notwendigkeit heraus) sehr einseitig anlegt“.
Rainer Tittelbach nahm sich auf seiner Seite tittelbach.tv des Films an, dem er fünf von sechs möglichen Sternen gab, und lobte, bei dem Film handele es sich „um ein Schuld-und-Sühne-Drama im alltagsnahen Gewand einer klassischen Tragödie“. Der Film erzähle „‚von der verzweifelten Suche nach Gerechtigkeit und der Hoffnung, durch die Liebe von der Einsamkeit der Schuld erlöst werden zu können‘“, wie es die Autorin Susanne Schneider „auf den Punkt“ gebracht habe. „Getrieben von der Sehnsucht der Erlösung“ begännen „die beiden empfindsamsten Charaktere des Films, mit Anton Spieker und Laura de Boer gut & stimmig besetzt, eine leidenschaftliche Affäre miteinander“. Laut Regisseur Johannes Fabrick, seien „‚Verzweiflung, Leidenschaft und Erotik ein guter Treibstoff für Begierde‘“. Fabrick habe, „wie so oft, die passende Bildsprache für dieses Drama gefunden: die karge Natur, der Frost und die Winterlandschaft tauchen die verlorenen Seelen in ein stimmungsvolles Ambiente“. Weiter heißt es: „Jeder fühlt sich mehr oder weniger mitschuldig an dem Unglück, bei dem die Ereignisse schicksalhaft ineinandergreifen. Der Mann im Staatsdienst hat nur seine Karriere im Blick, der Bruder vergisst vor lauter sexueller Begierde sein Versprechen gegenüber seiner Eltern, auf den minderjährigen Bruder aufzupassen. Aber auch Mutter und Vater fühlen sich schlecht: Hätten sie ihrem Jungen nicht erlaubt, auf die ausgelassene Erwachsenenparty zu gehen, würde dieser noch leben. Ganz besonders mitgenommen von dem Unglück ist die Beifahrerin des Unfallwagens. Hätte sie sich doch durchgesetzt und nicht wie immer ihrem dominanten Ehemann nachgegeben. […] Doch die Suche nach einem Schuldigen, wie man es aus der Alltagskommunikation kennt, macht ebenso wenig wie der Hang, Filmfiguren auf einer Sympathieskala einzuordnen, Halt vor dem aufgeklärten Zuschauer. Dies zu erkennen ist eine der vielen Stärken dieses außergewöhnlich guten TV-Dramas, dem man den Genre-Untertitel ‚eine moralische Filmerzählung‘ geben könnte.“ Das lebenskluge Drehbuch von Susanne Schneider habe mit Johannes Fabrick den für diesen Stoff idealen Regisseur bekommen. Es gebe „keinen produktiveren deutschsprachigen Regisseur“, führt Tittelbach aus, „dessen Filme in den letzten Jahren“ auf seiner Seite durchweg „so gut (mit 5 bis 6 Sternen) bewertet“ worden seien.
Auch bei Kino.de wurde der Film, der vier von fünf möglichen Sternen erhielt, gelobt: „Johannes Fabrick geht in seinen Filmen immer da hin, wo’s weh tut. […] Für die Eltern, die in ihrem Leid zergehen. Den großen Bruder, der aufpassen sollte. Für die Unfallverursacher, die sich nicht um den betrunkenen, aber äußerlich scheinbar unversehrten Jungen kümmerten. Eine Geschichte, die nur Verlierer kennt und beim ‚King of Drama‘ zu einem intensiven Film mit so eindringlichen wie außergewöhnlichen Bildern (Kamera: Helmut Pirnat) wird.“ Als kleines Manko wurde die „eindimensionale Zeichnung des Unfallfahrers als unsympathischer Karrierist“ empfunden, die dem Film „dramaturgisches Potential“ raube.
Oliver Armknecht von der Seite film-rezensionen.de war der Ansicht, dass der Film hinsichtlich der Frage von Schuld nicht „tatsächlich konsequent“ sei, da „die meisten der Schuldfragen in nur einem Satz mal angesprochen, dann wieder fallen gelassen“ würden. Armknecht bemängelte, dass ‚Winterherz‘ aus dem Täter „einen selbstsüchtigen, reichen Schnösel“ mache, „ein ideales Feindbild, das keinerlei Raum für Ambivalenz“ lasse. Der Film „strotz[e] vor Klischees“, die „brav durchgezogen“ werden würden, „gleichgültig, ob das nun pass[e] oder nicht“. Auch an der „nackte[n] Haut“ nahm Armknecht Anstoß und den Sexszenen, die „zu keinem Zeitpunkt plausibel“ seien. Im Gegensatz zu den vorhergehenden Kritiken war er auch der Meinung, dass der Film „nie so wirklich bewegend und emotional mitreißend“ werde.
Dieser Sicht der Dinge widersprach auch die Bewertung des Films von Tilmann P. Gangloff für die Seite evangelisch.de, der ausführte: „Im Grunde funktioniert jeder Film von Johannes Fabrick wie ein Experiment: Er bringt seine Figuren in eine besondere Lage und schaut dann still zu, wie sie sich verhalten. Die Herausforderungen sind stets existenzieller Natur, weshalb die Geschichten niemanden kalt lassen.“ Fabrick sei ein „Menschenbeobachter, die Spannung seiner Filme entsteh[e] durch die Identifikation mit den Figuren“. Dass Hauptdarsteller Anton Spieker „ein weitgehend unbeschriebenes Blatt“ sei, mache die „Empathie umso leichter“. Auch wenn es „zunächst irritierend“ erscheine, „dass der Polizist ein Verhältnis mit der Frau des Mörders seines Bruders“ beginne, „stell[e] sich die Frage dank Fabricks plausibler Umsetzung im Grunde nicht“. Das habe „nicht zuletzt mit seiner vorzüglichen Führung der kaum bekannten Hauptdarsteller zu tun“. Ulrike Kriener und Bernhard Schütz als Eltern äußerten ihren Schmerz „auf gänzlich unterschiedliche und nicht untypische Weise“. Während sie „ihr Leid nach außen kehr[e] und nach einem Ziel für ihren Zorn such[e], trauer[e] ihr Mann nach innen“. Schütz verkörpere das „ganz sparsam, aber dennoch mit großen Intensität“. Das gelte „für den gesamten Film“; Fabrick „änder[e] den leisen Tonfall erst gegen Ende, als Mike sich zu einer Verzweiflungstat hinreißen“ lasse.
Manfred Riepe, der den Film auf der Seite Medienkorrespondenz bewertete, neigte insgesamt gesehen eher der Meinung von Armknecht zu, der sich auch daran stieß, dass der Bruder des Toten und die Frau des Unfallfahrers Sex miteinander haben. Er schrieb: „In dieser diffusen Situation gehen beide miteinander ins Bett – und zwar so, als hätten sie auf nichts anderes gewartet. Diese Wendung, in welcher der Film Tod, Schuld und Sexualität küchenpsychologisch ineinander blendet, dient offensichtlich auch dazu, um die elfenhafte Laura de Boer ausgiebig mit nackter Haut zu zeigen.“ Trotz „solcher kolportagehaften Momente“ habe ‚Winterherz – Tod in einer kalten Nacht‘ einen „gewissen Unterhaltungswert“. Eingeschränkt werde das „Sehvergnügen allerdings durch die ausgesprochen stereotype Rollenverteilung“. Riepe sprach von „blassen Fernsehfilmfiguren, die den Zuschauer nicht in das Drama“ hineinzuziehen vermöchten und einer „halbgare[n] Geschichte“, die auch „den einen oder anderen hölzernen Dialogsatz“ enthalte. Zwar sei ‚Winterherz – Tod in einer kalten Nacht‘ „am Ende ein zwar formal ambitioniertes, atmosphärisches Drama, das aber aufgrund seiner unplausiblen Geschichte und seiner wenig Interesse hervorrufenden Hauptfiguren nicht“ überzeuge.
Dagegen stand wiederum die Meinung von Oliver Jungen, der den Film für die Frankfurter Allgemeine Zeitung bewertete. Er schrieb, „das Requiem ‚Winterherz‘ im ZDF zeig[e] ergreifend, wie nach einem tragischen Verlust Schuldgefühle, Verzweiflung und Rachedurst miteinander ringen“ würden. „Dass der tragische Tod des jungen Finn (Jeremias Meyer) einfach nicht wahr sein darf, diesen hilflosen letzten Versuch der Realitätsverweigerung nimmt man den exzellenten Darstellern gänzlich ab, Ulrike Kriener und Bernhard Schütz, die die verzweifelten Eltern spielen, ebenso wie Anton Spieker, der Finns großen Polizisten-Bruder Mike gibt.“ „Stark“ sei „nicht nur Laura de Boers zitternd ergreifendes Schauspiel, sondern auch die klare, zielstrebige Dramaturgie, die dann doch damit zu überraschen“ wisse, wem „zu welchem Zeitpunkt welche Eröffnungen gemacht werden. Gelungen ist es zudem, die Beziehung von Sylvie und Mike so ambivalent zu gestalten, dass wir nur ahnen können, was daran Anziehung und Begierde ist, was Trauer und Verzweiflung, was Verdacht und Kalkül“.